# Pajaroncillo
Pajaroncillo település Spanyolországban, Cuenca tartományban. Pajaroncillo Carboneras de Guadazaón, Pajarón, Valdemorillo de la Sierra, Cañete, Boniches és Villar del Humo községekkel határos. Lakosainak száma 62 fő (2024).

## Népesség
A település népessége az utóbbi években az alábbiak szerint változott:
| Lakosok száma | 88   | 94   | 89   | 75   | 86   | 68   | 74   | 65   | 56   | 62   |
|               | 2001 | 2004 | 2006 | 2009 | 2011 | 2014 | 2016 | 2019 | 2021 | 2024 |